# Acropteris leptaliata
Acropteris leptaliata är en fjärilsart som beskrevs av Achille Guenée. Acropteris leptaliata ingår i släktet Acropteris och familjen Uraniidae. Inga underarter finns listade i Catalogue of Life.

## Bildgalleri

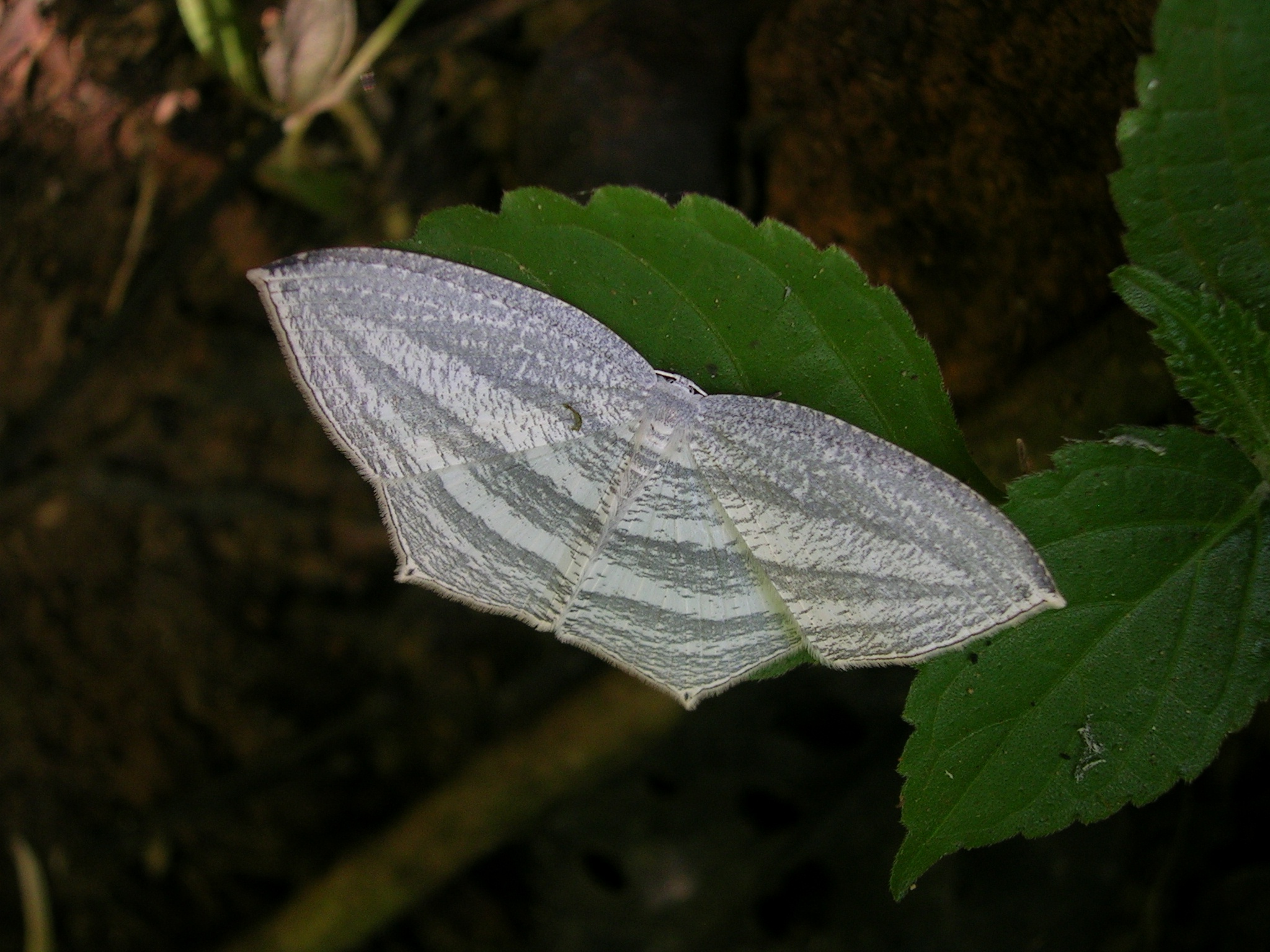